# Clan MacKay
MacKay [məˈkaɪ], auch bekannt als Clan Morgan, ist der Name eines schottischen Clans, der aus der schottischen Region Strathnaver im heutigen nördlichen Sutherlandshire stammt. Ihr Territorium umfasste im Wesentlichen die Gemeinden (parish) von Durness, Tongue, Farr und Eddrachillis.

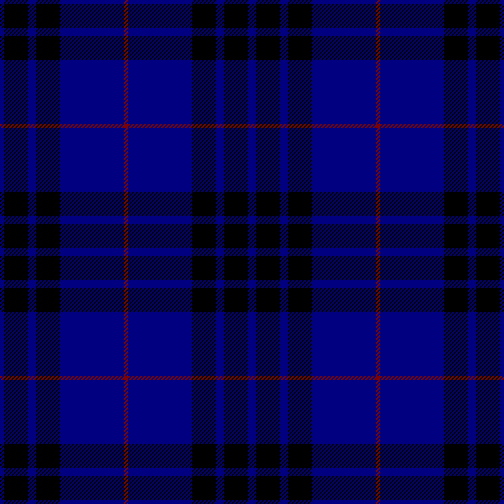
Tartan des Clan MacKay

## Geschichte
Der Clanname ist seit dem 14. Jahrhundert belegt. In den Schottischen Unabhängigkeitskriegen stand der Clan MacKay auf Seiten des Robert de Bruce; nach der Glorious Revolution auf Seiten der Anti-Jakobiten.
Der Clan hatte bereits im Mittelalter ständig mit mächtigen Nachbarn zu kämpfen, darunter die MacDonalds und die Sutherlands, und musste Strathnaver 1642 wegen des anhaltenden Druckes verkaufen. 1829 übernahm die Sutherland-Familie die verbliebenen Ländereien der MacKays.
Das Motto des Clans lautet Manu forti („Mit starker Hand“).

## Adelstitel
Folgende Adelstitel werden bzw. wurden von Angehörigen des Clan gehalten:
Peerage of Scotland
- Lord Reay (1628)

Peerage of the United Kingdom
- Earl of Inchcape (1929)
- Viscount Inchcape (1924)
- Viscount Glenapp (1929)
- Baron Inchcape (1911)
- Baron Tanlaw (Life Peerage, 1971)
- Baron Mackay of Clashfern (Life Peerage, 1979)
- Baron Mackay of Ardbrecknish (Life Peerage, 1991)
- Baron Mackay of Drumadoon (Life Peerage, 1995)

Baronetage of Nova Scotia
- Mackay Baronet, of Far (1627)

Adelsstand der Niederlande
- Baron Mackay van Ophemert en Zennewijnen (1822)